# Altocumulus stratiformis

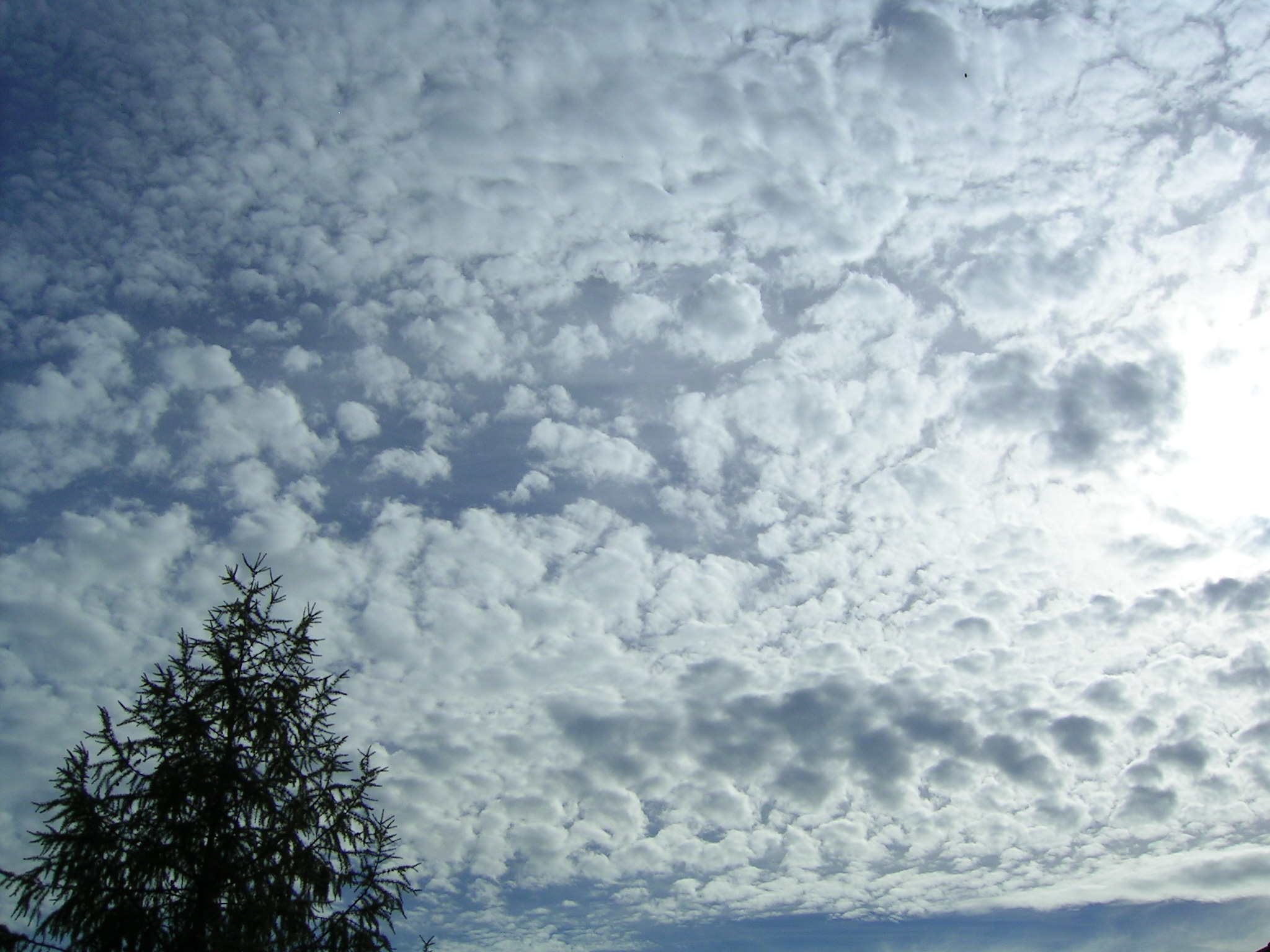
Altocumulus stratiformis

L’altocumulus stratiformis est une espèce d’altocumulus dont le nom est dérivé du latin signifiant en strates.
Ils forment une couche étendue composée d'éléments séparés ou soudés. C'est de loin l'espèce la plus fréquente des altocumulus. Son épaisseur est inférieure à 500 m.

## Ciel moutonné
En langage familier, on appelle ciel moutonné (ou pommelé) une condition météorologique où le ciel est rempli d'altocumulus stratiformis. Il est dit qu'un ciel moutonné est annonciateur de mauvais temps. Ainsi, un dicton qui a été référencé au XVIIe siècle dit que « Ciel pommelé & femme fardée ne ſont pas de longue durée » (en français moderne « Ciel pommelé et femme fardée sont de courte durée »),;
ces nuages peuvent se transformer rapidement en nimbostratus générateurs de pluie. C'est ce qui s'est passé lors de la prise de la photo ci-contre où le temps s'est rapidement dégradé quelques heures après avec l'arrivée d'un front chaud et d'un temps maussade.

## Nuages vus d'avion
Lorsque l'avion est juste au-dessous de la couche nuageuse, les nuages ressemblent à des cumulus et ont des ombres propres.
À l'intérieur du nuage, le pilote a l'impression de voler dans un brouillard peu dense principalement constitué de gouttelettes d'eau et quelques cristaux de glace. La turbulence est faible à modérée. Les variations optiques sont faibles à modérées.
Au-dessus de la couche nuageuse, le nuage est très blanc et semble être constitué de cumulus mediocris. La couche nuageuse peut être transpercée par des cumulus congestus, voire par des cumulonimbus (ou altocumulonimbus).